# Paraechinus aethiopicus
Paraechinus aethiopicus é uma espécie de insetívoro da família Erinaceidae. Pode ser encontrado na península Arábica, Israel, Iraque e norte da África.